# 月宮乙女
月宮 乙女（つきみや おとめ、1915年5月23日  - 生死不明）は、日本の女優。神奈川県横浜市伊勢佐木町生まれ。

## 来歴
父親の風月一は舞台俳優。その縁で1920年に新派の木下吉之助一座に入り、子役として初舞台を踏む。五月信子の近代座（当時の芸名は「葉村光子」）、伊井蓉峰一座を経て、1932年3月、東亜キネマから独立した尾上菊太郎の菊太郎プロへ入って映画に転身。「月宮乙女」の芸名で、いずれも菊太郎主演の「元禄村雨格子」、「十六夜蜘妹」（1932年）、「開化の与太者」（1933年）などに出演。同時に入社した近代座の姉弟子・月浦かすみ（のちの大倉千代子）とともに同プロのスター歌川絹枝に次ぐ若手女優となった。1933年3月解散となるや4月には宝塚キネマへ入り、オールスターの「嬌艶竜虎の渦」に羅門光三郎、原駒子、木下双葉などと共演。「護持院ケ原の火華」で毛利峰子とともに羅門光三郎の相手役をつとめた。同年、宝塚キネマのスター俳優の桂章太郎と結婚。8月には、桂章太郎、毛利峰子とともに大都映画へ転じ、大都のトップスター海江田譲二主演の「関の佐太郎」に春水麗子、東竜子とともに共演、「捨売百両笠」でも木下双葉と、「日の出の銀さん」で望月礼子とともに海江田の相手役をつとめ、1934年に入るとほぼ海江田の相手役専門となり、健康的な若さと庶民的な美貌で、大都映画に新鮮な風を吹き込んだ。だが、1935年に夫の桂章太郎が召集され、同年5月13日に満洲（現在の中華人民共和国東北部）で戦死するという悲運にも見舞われている。
1935年11月に大都を離れ、早川雪洲が設立した日本仏教劇協会に参加。同年12月の日本劇場での公演「釈迦一代記」に雪州や関屋敏子らと共演。その後も早川雪州一座に加わり、各地を巡演。1936年9月に阪東妻三郎プロダクションに招かれ、「風流小唄侍」で阪東妻三郎の相手役をつとめたのを皮切りに、阪妻プロダクションの準専属スターとして、「綺羅の源内」、「怒濤一番乗」（1936年）の2作で阪妻の相手役をつとめたが、1936年12月に同プロダクションは解散。1937年に協同映画の「戦国時代」で月形龍之介の相手役として特別出演した後、東宝系の今井映画製作所に入社。先に同社に入社していた海江田譲二とのコンビが復活し「吉良の仁吉」、「雲霧仁左衛門　前後篇」、「やくざ囃子」（1937年）、「鼠小僧初鰹」、「大江戸春の夜話」、「両国剣囃子」（1938年）で海江田と共演。宝塚キネマ以来の羅門光三郎とも「西郷南州」（1937年）、「里見八犬伝　前後篇」、「猛虎の一代」（1938年）で共演した。1938年に今井映画が東宝映画京都撮影所に吸収されてからも海江田とのコンビは続いたが、同年10月に海江田が退社すると彼女も東宝京都を離れ、翌年日活京都に入る。以後は助演にまわるが、「宮本武蔵」（1940年）の朱実、「剣光桜吹雪」（1941年）の園絵、「海を渡る祭礼」（1941年）のおかつ、「宮本武蔵　一乗寺決闘」（1942年）の御手洗右近などを好演した。
戦中から戦後にかけては尾上菊太郎一座や沢村国太郎の新伎座、これらの合同公演、あるいは大倉千代子一座などに加わって実演に出た。1946年、大映の野淵昶監督「恋三味線」に嵐寛寿郎の相手役として復活。名門・杵屋を破門された三味線弾き（寛寿郎）に廓を抜け出したところを救出され夫婦になって流しの旅を続ける女芸人を好演。片岡千恵蔵の多羅尾伴内シリーズ第一作「七つの顔」に助演したあと東横映画の稲垣浩監督「こころ月の如く」（1947年）にヒロイン轟夕起子の父親で伯爵の斎藤達雄の二号を演じ、同年の大映の「逃亡者」では現代の“鼠小僧”にふんした大友柳太郎の昔の恋人を演じ、その後も年に数本だが、片岡千恵蔵主演の大映「おしどり笠」（1948年）、東映「獄門島」（1949年）などに助演。
一時、「鶴見千代」と名のり、のちに再び「月宮乙女」に戻し松竹の「おさい・権三 燃ゆる恋草」（1960年）などに出演。1964年、「月宮於登女」名義で大映の「眠狂四郎円月斬り」で息子を将軍にしようと暗躍する徳川家斉の側室にふんし、「大魔神」（1966年）で魔神封じの巫女を演じて引退。 

## 出演作品

### 映画
1932年
- 直参出世鳶（菊太郎プロ） - こさんの妹お辰
- 元禄村雨格子（菊太郎プロ） - その娘おきぬ
- 旗本次男坊 （菊太郎プロ） - お八重
- 時雨七曲り　佐渡の唄（菊太郎プロ） - 信濃屋のお蔦、秀五郎の妹
- 十六夜蜘蛛　殺法輪転篇（菊太郎プロ） - 勘兵衛の娘おさよ
- 十六夜蜘蛛　後篇（菊太郎プロ） - 勘兵衛の娘おさよ
- 半次郎行状記（菊太郎プロ） - 仁九郎の娘お春

1933年
- 開化の与太者 （菊太郎プロ ） - 矢場の女お弘
- 快傑鬼神組　後篇　覆面抜刀隊（八州映画）
- 若様大学（菊太郎プロ） - 将監の娘
- 侠艶竜虎の渦（宝塚キネマ）
- 護寺院ケ原の火華（宝塚キネマ）
- 関の佐太郎（大都）
- 逆道（大都）
- 放浪旗本仁義（大都）
- 捨売百両笠（大都） - 山城屋小花
- 秋風幕末陣（大都）
- 日の出の銀さん（大都）

1934年
- 気まぐれ武士道（大都）
- 春秋やくざ音頭 （大都）
- この罪に泣け（大都）
- 人位天与（大都）
- 名君道中記 （大都）
- 生霊の燃ゆる夜（大都）
- 情艶鹿の子崩れ（大都）
- 音無し剣法悲史（大都）
- 新撰組悲歌（大都）
- 旅烏親子獅子（大都）
- 風流上州男（大都）
- 浪人浮世双紙 （大都）
- やくざ系図 （大都）
- 奇偶道中仁義 （大都）
- 白衣の騎士　前篇 （大都）
- 白衣の騎士　後篇 （大都）
- 弥太ッぺ流転笠 　（大都）

1935年
- 染血の鬼面　前篇　大江戸丑満篇（大都）
- 染血の鬼面　必殺魔刃変（大都）
- 血吹雪名槍伝（大都）
- 定九郎破れ笠（大都）
- 旅姿念仏囃 （大都）
- 謎の泥人形　前篇（大都）
- 謎の泥人形　後篇（大都）
- 長脇差子守唄 （大都）
- 近世食客亀鑑 （大都）
- 風流千石やくざ（大都）
- 剣雲竜虎党（大都）
- 旅枕五十三次 （大都）
- 奇傑卍太郎（大都）
- 三度笠なげ節道中（大都） - お里
- 阿修羅八万騎 （大都）
- 子守唄赤城嵐（大都）
- 肉弾鉄火隊 （大都）
- 木遣り唄　め組の喧嘩（大都）

1936年
- 風流小唄侍（阪妻プロ） - 伊之助の妹純江
- 綺羅の源内（阪妻プロ） - 源内妻お鹿

1937年
- 怒濤一番乗（阪妻プロ） - 重兵衛の娘つた江
- 戦国時代（協同映画）
- 吉良の仁吉（今井映画）
- 裸武士道（Ｊ．Ｏ．）  - 主水の妻
- 雲霧仁左衛門　前篇（今井映画）
- 血路（東宝映画京都） - お仙
- 西郷南州（今井映画）
- やくざ囃子（今井映画）
- 雲霧仁左衛門　後篇（今井映画）
- 戦国時代（協同映画）
- 旗本暗黒街 （今井映画）

1938年
- 鼠小僧初鰹（今井映画）
- 里見八犬伝　前篇（今井映画）
- 里見八犬伝　後篇 （今井映画）
- 大江戸春の夜話（今井映画）
- 猛虎の一代（今井映画）
- 両国剣囃子（今井映画）
- 愛憎秘刃録（東宝映画京都） - 幾松
- 戦国一番侍（東宝映画京都）
- 相馬の金さん（東宝映画京都） - 師匠文字若

1939年
- 仮面の剣客（日活京都）
- 出世の氏神（日活京都）
- 戦鼓（日活京都） - お次

1940年
- 連獅子供養 （日活京都）
- 宮本武蔵　第一部　草分の人々　第二部　栄達の門（日活京都） - 朱実
- 宮本武蔵　剣心一路 （日活京都） - 朱実
- 大楠公（日活京都 ） - 初霜の局
- 鞍馬天狗捕はる（日活京都） - お婉
- 主従無上 （日活京都） - 弓枝
- 風雲将棋谷　前篇 （日活京都） - 愛妾お梶の方
- 浪曲一代男（日活京都）
- 風雲将棋谷　完結篇 （日活京都） - 愛妾お梶の方
- 鳥人（日活京都） - お近（幸吉女房）
- 神変麝香猫　第一篇　地獄の門 （日活京都） - 楓

1941年
- 山岳武士（日活京都）
- 剣光桜吹雪 （日活京都）
- 海を渡る祭礼（日活京都） - 宿の女中おかつ
- 姿なき復讐（日活京都）

1942年
- 宮本武蔵　一乗寺決闘 （日活京都） - 御手洗右近
- 南方発展史　海の豪族（日活京都）

1946年
- 恋三味線 （大映京都）
- 七つの顔（大映京都）

1947年
- こころ月の如く（東横）
- 逃亡者（大映京都）

1948年
- 大島情話 （大映京都）

1949年
- 獄門島（東横） - お志保
- 獄門島 解明篇（東横） - お志保

1950年
- 当り矢金八捕物帖 千里の虎（新光映画）
- 虚無僧屋敷（大映京都）
- 旗本退屈男捕物控　七人の花嫁（東横）
- 旗本退屈男捕物控　毒殺魔殿（東横） - お由良の方

1951年
- おぼろ駕籠（松竹京都） - お通
- 玄海灘の怒濤篇　阿修羅龍鬼隊 （九州映画）
- 大江戸五人男（松竹京都） - 女房お末

1952年
- 牛若丸 （松竹京都） - 琴路

1959年
- ワンマン今昔物語（新東宝） - 側室
- カックン超特急（新東宝） - 湯治客

1960年
- おさい・権三 燃ゆる恋草 （松竹京都） - 八重

1964年
- 眠狂四郎円月斬り（大映京都） - 松女　※以後、「月宮於登女」名義
- 忍びの者 霧隠才蔵（大映京都） - 淀君

1965年
- 怪談 「黒髪」（東宝） - 世話人の妻

1966年
- 大魔神（大映京都） - 信夫

### 舞台
- 釈迦一代記（日本仏教劇協会、1935年12月、日本劇場）　※早川雪洲主演

### ラジオドラマ
- 『お父さんはお人好し』第1話～第2話（NHK大阪放送局、1954年12月） - おちえ（初代）[5]